# DL Viewer
DL Viewer is een computerprogramma dat filmbestanden met de extensie .dl weergeeft.
Het is vrijgegeven als publicdomainsoftware en ontwikkeld door de Italianen Davide Tome en Luca DeGregorio (afgekort DL). De DL-filmbestanden worden opgebouwd door van ieder afzonderlijk frame uit een video, een .tif-bestand te maken en deze in afspeelbare volgorde te comprimeren tot een DL-bestand. De DL Viewer werd in eerste instantie ontwikkeld voor de medische industrie en educatiedoeleinden, maar later ook veel gebruikt om kleine filmpjes met seksuele content te vertonen. Davide en Luca hebben destijds (rond 1990) hun bulletinboard "Blue Hotel" in Milaan gebruikt om hun programma gratis te distribueren.